# Metroidvania
Metroidvania – podgatunek komputerowych przygodowych gier akcji.
Termin ten jest kombinacją tytułów serii gier Metroid i Castlevania. Obie produkcje niedługo po swoich premierach zyskały miano przebojów, bowiem ich oryginalność i niezwykła grywalność stanowiły inspirację dla wielu późniejszych tytułów. Gry typu metroidvania używają podobnych lub identycznych mechanik rozgrywki co te dwie serie.
W grach z tego gatunku postać gracza przemierza spójny świat tworzony przez sieć dwuwymiarowych map. Mechanika poruszania się jest podobna do stosowanej w grach platformowych. Użytkownik przedostaje się do kolejnych części świata, a w międzyczasie pokonuje stojących mu na drodze przeciwników. W trakcie rozgrywki bohater napotyka wiele przeszkód, które pokonuje dzięki zdobyciu nowych umiejętności i ekwipunku. Rozwój postaci jest jednym z kluczowych aspektów gier tego gatunku.

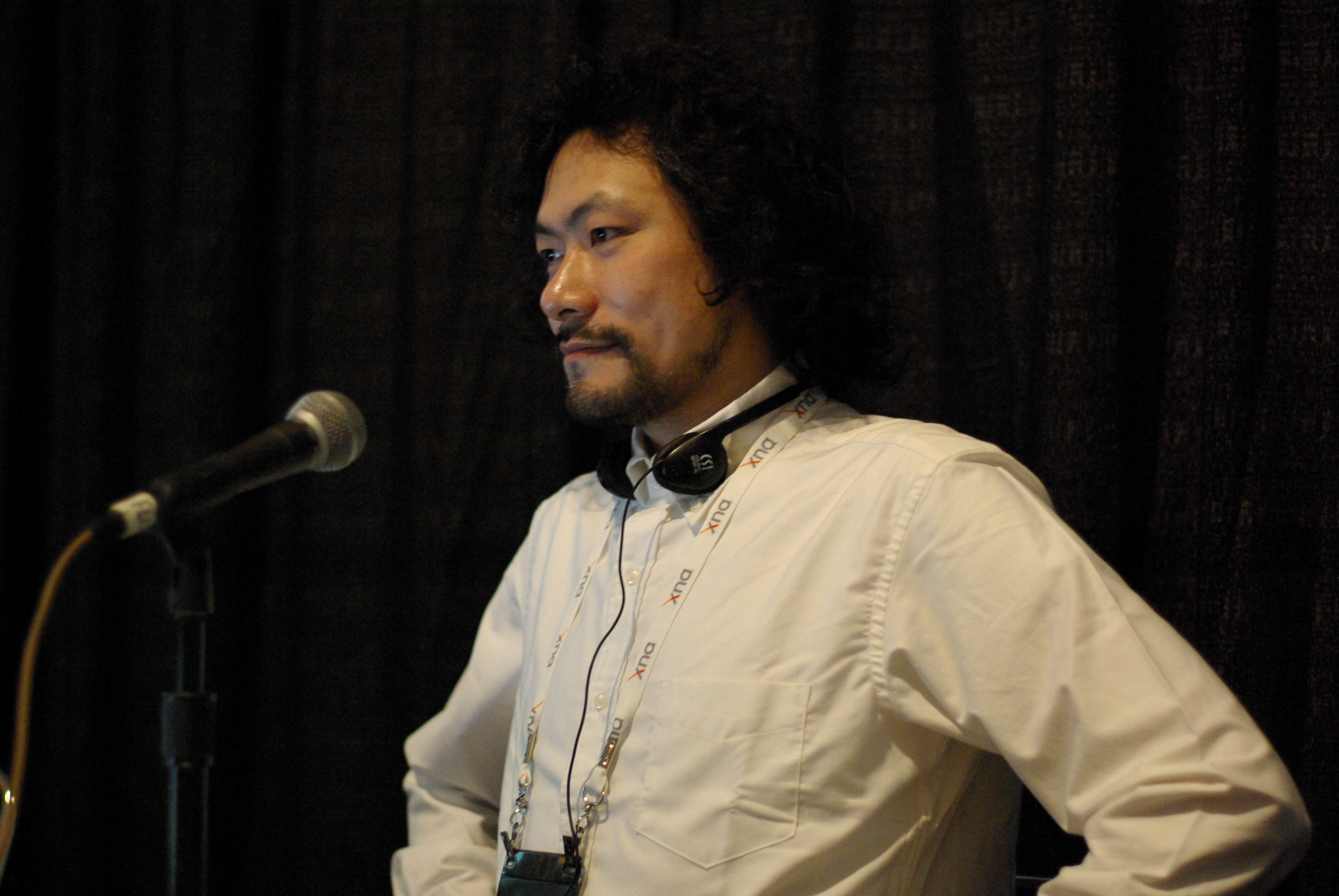
Koji Igarashi jest uznawany za ojca mechanik rozgrywki, charakterystycznych i definiujących gatunek metroidvania

## Historia gatunku
Gatunek metroidvania narodził się w Japonii, gdzie już w latach 1981–1985 pojawiały się produkcje na komputery osobiste, zawierające cechy tego typu gier. Przykładem tego może być Donkey Kong i Xanadu: Dragon Slayer II. W roku 1986 wydano grę Metroid na konsole NES. Okazała się ona wielkim sukcesem, stając się inspiracją dla wielu kontynuacji i spin-offów przez kolejne lata. W roku 1997 na rynku ukazała się gra Castlevania: Symphony of the Night, która wykorzystała pomysły użyte w Metroidzie i je rozwinęła. Niedługo po premierze gry wymyślono nazwę dla tego gatunku – „metroidvania”.

## Podstawy rozgrywki

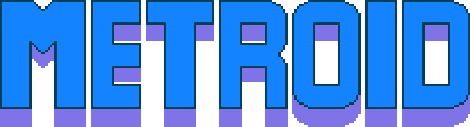
Logo serii Metroid

Poziomy metroidvanii są zaprojektowane podobnie jak gry typu side-scroller, gdzie postać gracza porusza się w dwóch osiach. W założeniach mapę bohater zwiedza więcej niż jeden raz. Nie wszystkie lokalizacje są od razu dostępne dla gracza, często by się do nich dostać, musi on pokonać odpowiedniego przeciwnika, bądź też zdobyć określony przedmiot lub umiejętność. Gra zachęca do samodzielnego poszukiwania sposobów na przejście danego etapu lub rozwiązania zagadki. Zdecydowana większość mapy będzie wypełniona słabszymi przeciwnikami, próbującymi powstrzymać postęp gracza. Oponenci będą się odradzać za każdym razem, gdy gracz powróci do poprzednio odwiedzanego miejsca. Gatunek ten zawiera bardzo rozwinięty system nagród, w którym odblokowywanie wcześniej zamkniętych przejść pozwala graczowi na zdobycie wcześniej niedostępnych przedmiotów. Koji Igarashi opisując najważniejsze elementy rozgrywki, które muszą być zawarte w grze, by można byłą ją nazwać metroidvania, mówił o znaczeniu designu mapy.
Gry z tego gatunku najczęściej renderowane są w 2D, jednak są produkcje, które budują świat w pełnym 3D. Przykładem takiej produkcji jest gra Dark Souls będąca trzecioosobową fabularną grą akcji, zawierającą pewne elementy metroidvanii w postaci otwartej mapy, wymagających bossów czy też nacisku na eksplorację i walkę w celu rozwoju postaci. Innym przykładem może być seria gier akcji Batman: Arkham, w której tytułowy bohater musi zdobywać nowe wyposażenie, aby się rozwijać.

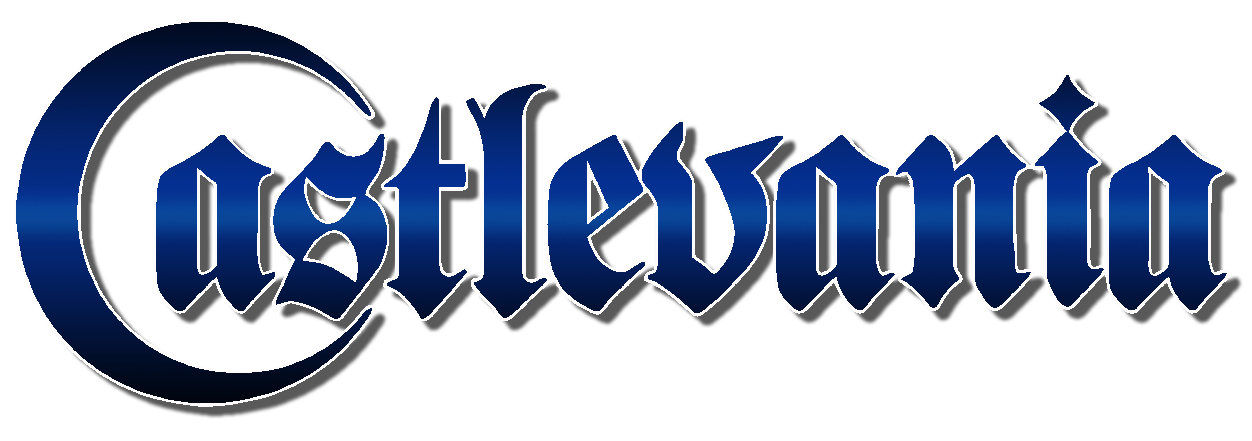
Logo serii gier Castlevania

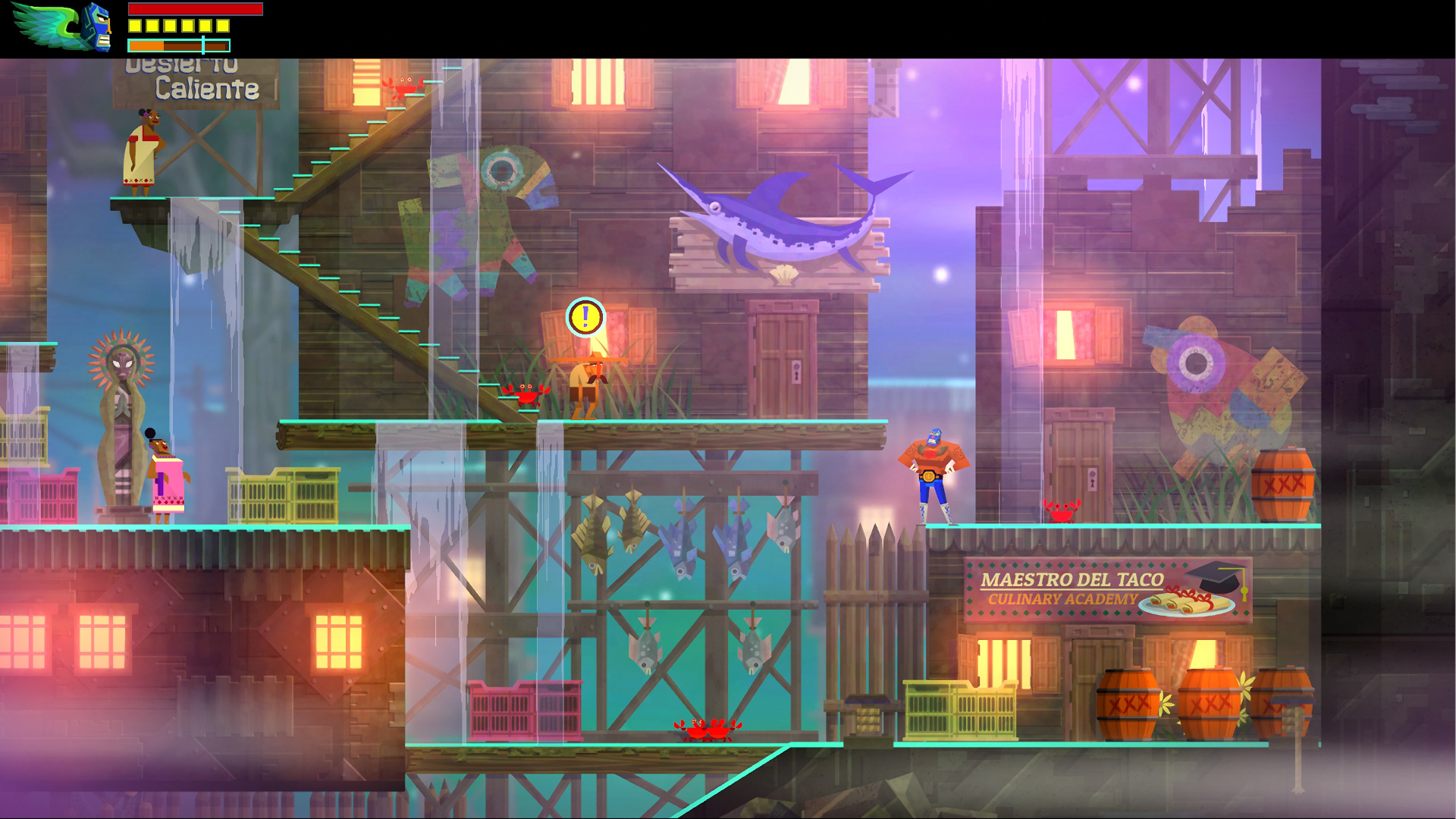
Zrzut ekranu z gry Guacamelee!

## Lista gier metroidvania
- Blasphemous
- Dead Cells[8]
- Guacamelee! 2
- Death’s Gambit
- Hollow Knight
- Ori and the Blind Forest
- Ori and the Will of the Wisps
- Castlevania: Lords of Shadow: Mirror of Fate
- Metroid: Samus Returns
- The Messenger
- Sundered
- Strider
- Cave Story
- The Swapper
- Omega Strike
- Demon Souls
- Axiom Verge
- Owlboy
- Dust: An Elysian Tale
- Salt & Sanctuary
- Dandara
- Star Wars Jedi: Upadły zakon[9]